# WinRAR
WinRAR est un logiciel propriétaire de compression de données développé par le russe Eugene Roshal. Il est gratuit en version d'essai mais une version payante et complète existe.
Il utilise par défaut un algorithme de compression propriétaire, le RAR, mais il est également capable de compresser au format ZIP et d'extraire des archives aux formats 7z, bzip2, ARJ, CAB, gzip, ISO, JAR, LZH, TAR, UUE et Z.
Ce programme permet aussi de créer des archives auto-extractibles pour Windows (ne nécessitant pas de logiciel de décompression).
WinRAR permet également de générer des archives en plusieurs fichiers et de chiffrer le contenu des archives jusqu'en AES-256 depuis la version 5.10.

## Comparaison des archives RAR avec les archives ZIP
Historiquement, les archives au format RAR étaient réputées plus petites que les archives au format ZIP.
Cela était dû aux algorithmes utilisés par WinRAR, plus efficaces que l'algorithme deflate de Phil Katz, utilisé dans PKZip ou WinZip pour produire des archives ZIP.